# Granville Hicks
Pour les articles homonymes, voir Hicks.
Granville Hicks, né le 9 septembre 1901 à Exeter (New Hampshire) et mort le 18 juin 1982 à Franklin Park (New Jersey), est un critique, romancier et enseignant qui est l'un des principaux praticiens de la critique marxiste dans la littérature américaine.

## Biographie
Granville Hicks naît le 9 septembre 1901 à Exeter (New Hampshire).
Il est le fils de Frank Steven Hicks, directeur d'une petite usine, et de Carrie Weston. Actif dans sa jeunesse au sein de l'église universaliste de Framingham, dans le Massachusetts, Granville Hicks fréquente le Harvard College, où il étudie l'anglais. Après avoir obtenu son diplôme à l'université  Harvard en 1923, il entre à la Harvard Theological School pendant deux ans avant d'y renoncer pour enseigner et écrire.
Il épouse son amour de lycée, Dorothy Dyer, en 1925.
Il rejoint le Parti communiste en 1934. En tant que rédacteur littéraire des New Masses, il devient l'un des principaux porte-parole culturels du parti. Son livre The Great Tradition (1933 ; éd. rév. 1935) évalue la littérature américaine depuis la guerre civile d'un point de vue marxiste.
Granville Hicks est licencié de son poste d'enseignant à l'Institut polytechnique de Rensselaer en 1935 et devient ainsi le centre d'une tempête de controverses sur la liberté académique aux États-Unis. En 1939, il rompt avec les communistes après le pacte nazi-soviétique, expliquant dans une lettre au magazine The New Republic son mécontentement croissant face à l'approbation non critique de la politique soviétique par le parti. Il reste un écrivain actif. Part of the Truth: An Autobiography est publié en 1965 et, en 1970, Literary Horizons, un recueil des critiques de livres qu'il a rédigées au cours des 25 années précédentes. Un recueil de ses essais, Granville Hicks in the New Masses, édité par J.A. Robbins, est publié en 1974.
Granville Hicks meurt le 18 juin 1982 à Franklin Park (New Jersey).